# My Happy Ending
A My Happy Ending című számot Avril Lavigne és Butch Walker írta és rendezte Avril második, Under My Skin című albumához. Az album második kislemezeként jelent meg 2004-ben és Avril negyedik legsikeresebb kislemeze lett az Egyesült Államokban és Ausztráliában, mindkét országban bekerült az első 10-be. Ebben a két országban nagyobb helyezést ért el az album első, Don't Tell Me című kislemezéhez képest. Az Egyesült Királyságban bekerült az első 5-be. 2005 januárjában platinalemezzé vált.

## Kislemezek
Egyesült Királyság 1.
1. "My Happy Ending" (Album verzió)
2. "Take It" (Korábban nem jelent meg)

Egyesült Királyság 2.
1. "My Happy Ending"
2. "My Happy Ending" (Élő)
3. "Take Me Away" (Élő)
4. "My Happy Ending" (Video)

Egyesült Királyság bemutatólemez
1. "My Happy Ending" (Album verzió)
2. "My Happy Ending" (Rádió verzió)

Németország, Olaszország és Tajvan
1. "My Happy Ending" (Album verzió)
2. "My Happy Ending" (Élő)
3. "Take Me Away" (Élő)
4. "Take It" (Korábban nem jelent meg)
5. "My Happy Ending" (Video)

Ausztrália
1. "My Happy Ending" (Album verzió)
2. "My Happy Ending" (Élő)
3. "Take Me Away" (Élő)
4. "Take It" (Korábban nem jelent meg)

## Ranglisták
| Ranglista (2004)                | Helyezés |
| ------------------------------- | -------- |
| American Top 40                 | 2        |
| United World Chart              | 2        |
| U.S. Billboard Hot 100          | 9        |
| Argentina Top 40 Singles        | 2        |
| Los 40 Principales Spain        | 9        |
| Australia ARIA Top 50 Singles   | 6        |
| Austria Top 75 Singles          | 8        |
| Belgium Top 50 Singles          | 30       |
| Canadian Top 50 Singles         | 11       |
| Dutch Top 40 Singles            | 10       |
| France Top 100 Singles          | 2        |
| Germany Top 100 Singles         | 17       |
| Hispanic America Top 40 Airplay | 9        |
| Ireland Top 50 Singles          | 7        |
| Italy Top 40 Singles            | 1        |
| Japan Top 200 Singles           | 1        |
| Mexico Top 100 Airplay          | 1        |
| Norway Top 20 Singles           | 6        |
| Portugal Top 20 Singles         | 3        |
| Sweden Top 60 Singles           | 11       |
| Switzerland Top 100 Singles     | 13       |
| UK Official Top 75 Singles      | 5        |
| U.S. ARC Chart (Radio) Top 40   | 1        |